# Thomas Schelling
Thomas Crombie Schelling (ur. 14 kwietnia 1921 w Oakland, zm. 13 grudnia 2016 w Bethesda) – amerykański ekonomista, profesor Uniwersytetu Marylandu w College Park, specjalista od polityki zagranicznej, bezpieczeństwa narodowego i strategii nuklearnej.

## Życiorys
Najsłynniejszą książką Schellinga jest The Strategy of Conflict (Harvard University Press, 1960).
W 2005 wraz z Robertem Aumannem zdobył Nagrodę Banku Szwecji im. Alfreda Nobla w dziedzinie ekonomii za prace dotyczące zastosowania teorii gier w naukach społecznych i mikroekonomii.